# U-Bahnhof Oberbilker Markt/Warschauer Straße
Der U-Bahnhof Oberbilker Markt/Warschauer Straße (in der Planungsphase als U-Bahnhof Oberbilker Markt bezeichnet) ist eine Station der Düsseldorfer Stadtbahn. Er liegt im Verlauf der ersten Stammstrecke im Stadtteil Oberbilk der nordrhein-westfälischen Landeshauptstadt Düsseldorf. Der unterhalb des namensgebenden Platzes Oberbilker Markt errichtete Bahnhof wurde am 15. Juni 2002 dem Verkehr übergeben. Der Platz bildet gemeinsam mit der in Nord-Süd-Richtung vorbeiführenden Kölner Straße das Zentrum des Stadtteiles. Der U-Bahnhof erschließt das benachbarte Handelszentrum und das Amts- und Landgericht. Er wird von den Stadtbahnlinien U76 und U79 bedient. Eine Verknüpfung mit weiteren Linien des Düsseldorfer Nahverkehrs besteht an einer oberirdischen Haltestelle der Straßenbahn. Im Jahr 2002 lag die Zahl der Ein-, Aus- und Umsteiger bei zirka 10.000 bis 15.000 je Werktag.

## Lage

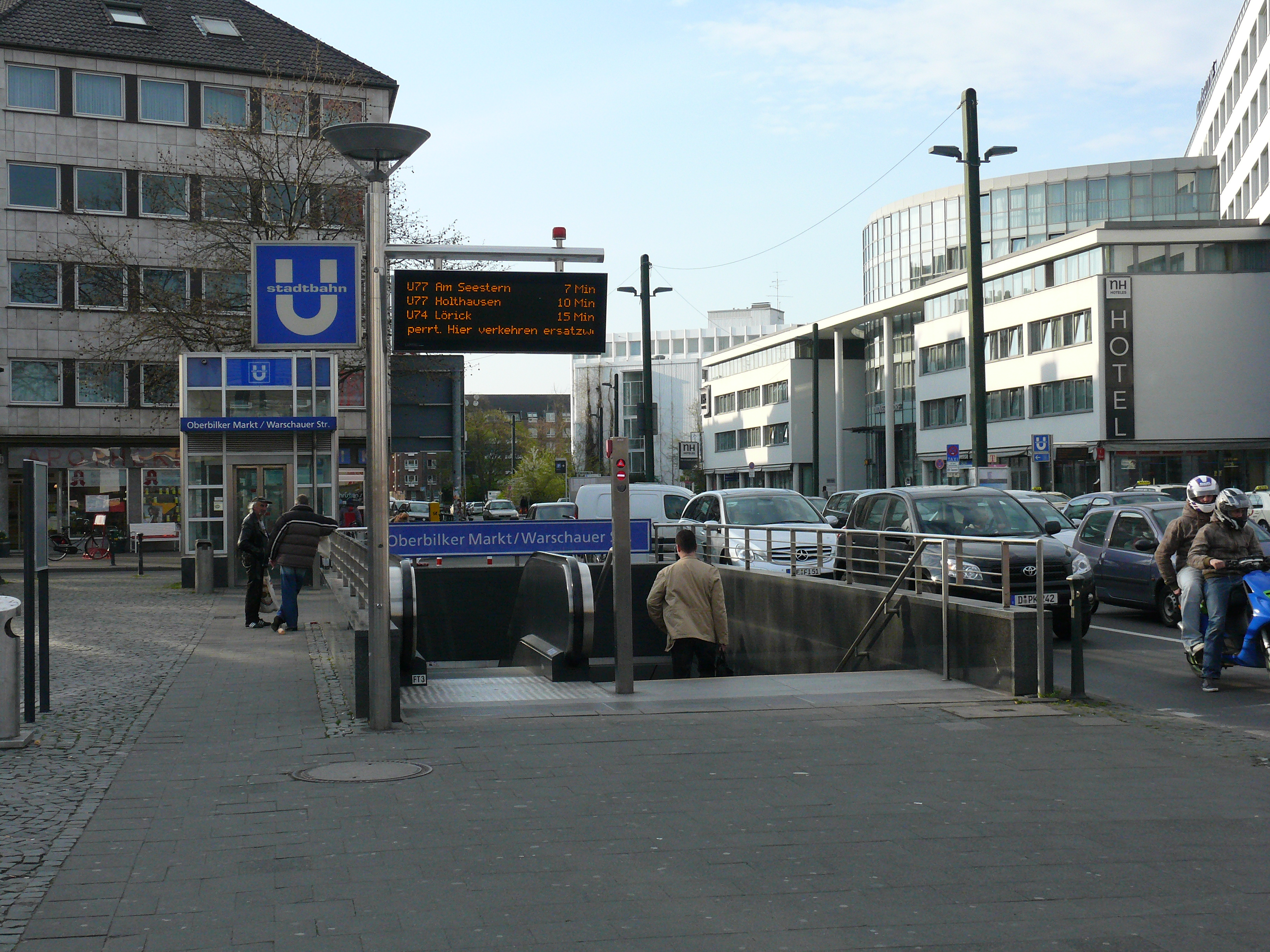
Zugang zum U-Bahnhof auf dem Oberbilker Markt

Lage im Stadtgebiet

Der U-Bahnhof befindet sich südöstlich der Innenstadt im Stadtteil Oberbilk. Hinter dem Hauptbahnhof teilen sich die im Innenstadttunnel gemeinsam geführten Stammstrecken wieder auf. Dabei wird die zweite Stammstrecke Richtung Eller über den U-Bahnhof Handelszentrum/Moskauer Straße und die erste Stammstrecke zum U-Bahnhof Oberbilker Markt/Warschauer Straße weitergeführt. Nachdem sie diesen passiert hat, verläuft der Tunnel unterhalb der Kölner Straße weiter nach Süden durch den Stadtteil Oberbilk und erreicht den U-Bahnhof Ellerstraße. Der U-Bahnhof liegt 720 m südlich vom U-Bahnhof Düsseldorf HBF und 375 m nördlich vom U-Bahnhof Ellerstraße.
Der Bahnhof selbst befindet sich an einer zentralen Stelle innerhalb des Stadtteiles Oberbilk. Das ehemalige Arbeiterviertel hat hier und in der südlich anschließenden Kölner Straße sein Stadtteilzentrum. Bis in die 1990er Jahre existierte am Oberbilker Markt eines von drei Stadtteilkaufhäusern der Marke Karstadt in Düsseldorf. Für die Neukonzeption und Vermarktung der Flächen durch die Stadt Düsseldorf war die verkehrliche Erschließung durch die beiden U-Bahnhöfe ein zentraler Bestandteil. Im Zuge der darauf folgenden Umstrukturierung der bislang industriell genutzten Flächen nördlich und östlich des Oberbilker Marktes entstanden in den letzten Jahren zahlreiche Neubauten. Direkt an den Platz schließt beispielsweise das als Internationales Handelszentrum geplante „Haus der Wirtschaft und Industrie“ an. Zahlreiche Unternehmen haben dort ihren Deutschlandsitz oder ihre regionale Niederlassung. Dazu zählen unter anderem die Stora Enso, PricewaterhouseCoopers oder die Deutsche WertpapierService Bank. Zudem befindet sich auf einem südöstlich an den Oberbilker Markt anschließenden Grundstück das neue Justizzentrum Düsseldorfs. Seit 2010 beherbergt es das Düsseldorfer Amts- sowie das Landgericht. Der U-Bahnhof stellt die gute Anbindung an das Netz des ÖPNV sicher und bietet gleichzeitig eine schnelle Verbindung zur in der Innenstadt gelegenen Staatsanwaltschaft.
Gequert wird der Platz neben der bereits erwähnten Nord-Süd-Verbindung Kölner Straße auch von der Werdener Straße, welche in Richtung Westen als Kruppstraße weitergeführt wird. Diese sind Bestandteil der Bundesstraße 8.

## Geschichte

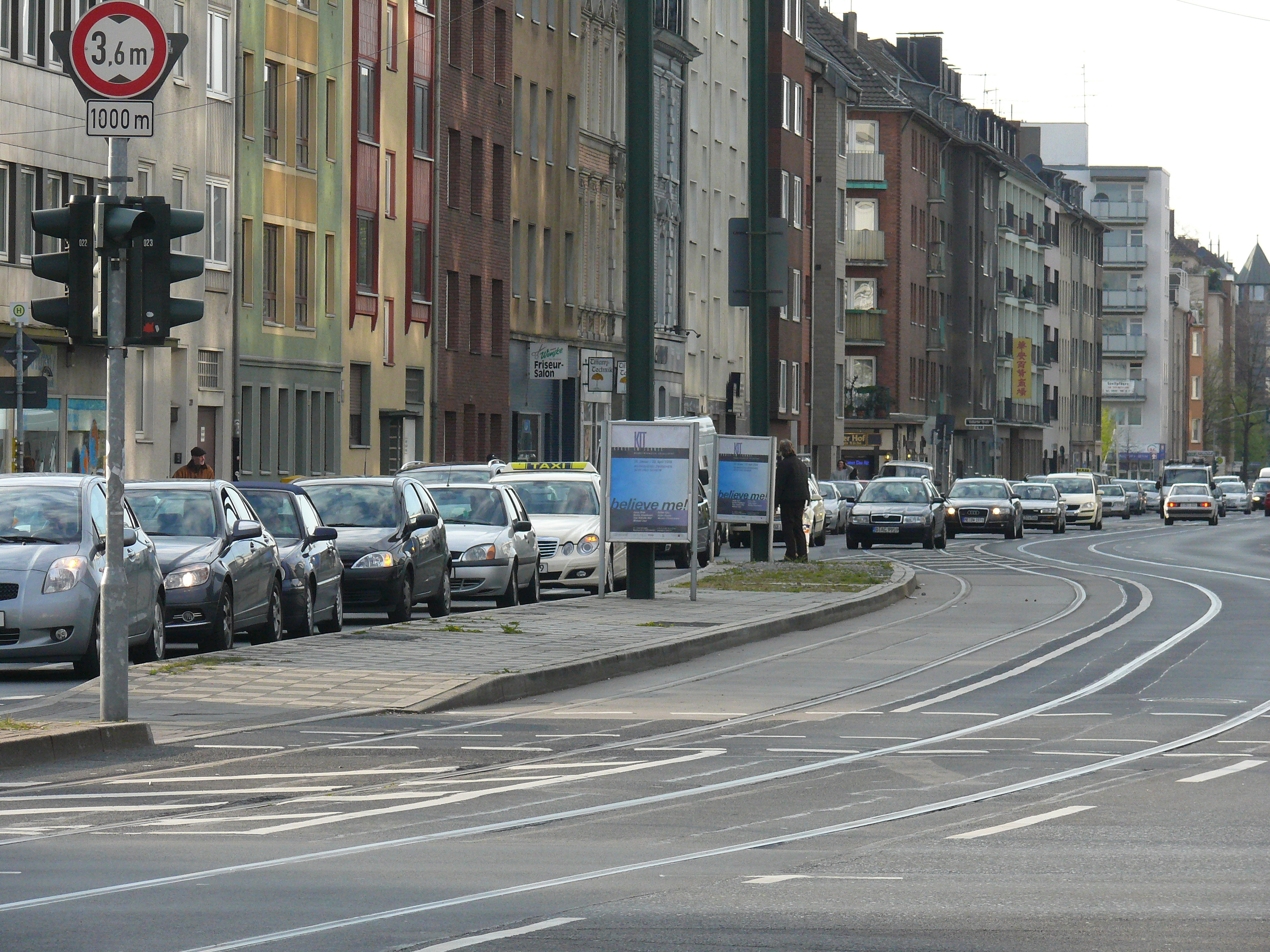
Zustand zwischen 2002 und 2010: Die verwaiste ehemalige Haltestelle der Stadtbahn

Anstelle des heutigen U-Bahnhofes bestand bereits seit den Anfängen der Düsseldorfer Straßenbahn eine Haltestelle. Diese wurde bis zu dessen Eröffnung von den oberirdisch verlaufenden Stadtbahnlinien bedient und an diesem Tag stillgelegt. Die ehemaligen Bahnsteige waren, ausgenommen die abgebaute Möblierung, bis zu einem Umbau des Straßenraums im Jahr 2010 weiterhin erkennbar. Unter Einbeziehung des Stadtteils Oberbilk in die städtischen Pläne zur Schaffung einer tunnelgeführten Schnellbahn im Stadtgebiet wurde der Oberbilker Markt früh zum Standort eines geplanten U-Bahnhofes. Die Eröffnung dieses Abschnittes war bereits im Anschluss an die Fertigstellung des Innenstadttunnels für das Jahr 1985 vorgesehen. Durch die Verzögerungen beim Tunnelbau in der Innenstadt konnte diese Zeitplanung jedoch nicht aufrechterhalten werden. Stattdessen wurde im August 1989 damit begonnen, die Tunnelverlängerung nach Eller zu bauen, die im September 1993 fertig war. In den Jahren zuvor wurde über die Prioritätensetzung beim anstehenden Tunnelbau diskutiert. Dabei rückte der Bau der schon lange diskutierten Wehrhahn-Linie in den Vordergrund. In den folgenden Verhandlungen mit der Landesregierung von Nordrhein-Westfalen über die finanzielle Förderung ergaben sich jedoch Probleme. Der zuständige Verkehrsminister Franz-Josef Kniola wollte eine vollständige Tunnelführung durch die Innenstadt nicht fördern. Dieser grundsätzliche Dissens zwischen Stadt und Land führte dazu, dass der Oberbilker Streckenabschnitt dem Projekt Wehrhahn-Linie vorgezogen wurde.
Die Bauarbeiten für den Tunnel in Oberbilk begannen im Januar 1994. Die Besonderheit dieses Tunnelabschnittes liegt in der Bauweise. Bis zu diesem Zeitpunkt wurden alle Tunnel in der klassischen Deckelbauweise errichtet. In Oberbilk kam jedoch eine Tunnelbohrmaschine zum Einsatz. Zu diesem Zweck wurden zuerst an den zukünftigen U-Bahnhöfen Baustellen eingerichtet. Deckenplatten und seitliche Stützwände wurden unter der Straßenoberfläche eingebaut, unter denen die späteren Bahnhöfe eingerichtet wurden. Nach dem Einsatz der Schildvortriebsmaschine zwischen Oktober 1998 und März 1999 wurde unterhalb dieses „Düsseldorfer Deckels“ mit dem Aushub begonnen und der entstandene Tunnel geöffnet. Zu diesem Zweck wurden die Tübbinge, die zur Abstützung der Tunnelwände gedient hatten, wieder entfernt.
Die nördlich an den U-Bahnhof anschließende Strecke wurde in offener Bauweise errichtet. Die Fahrt der Schildvortriebsmaschine für den südlich anschließenden Streckenabschnitt endete genau am U-Bahnhof Oberbilker Markt/Warschauer Straße. Mit dem Durchbruch durch die dort errichtete Schlusswand war der Tunnel zwischen dem Süden Oberbilks und dem Oberbilker Markt vollständig errichtet und der Abschluss der Fahrt konnte dort gefeiert werden. Die Schildvortriebsmaschine wurde daraufhin wieder demontiert und es begann der technische Ausbau des Tunnels und des U-Bahnhofs.
Der in der Planungs- und Bauphase verwendete Name des U-Bahnhofes enthielt nur den Verweis auf den Oberbilker Markt. Auf der Brachfläche nordöstlich des Platzes erhielten die neuen Straßen ihre Namen nach den Partnerstädten Düsseldorfs. Der U-Bahnhof Handelszentrum wurde in Handelszentrum/Moskauer Straße und der im Bau befindliche U-Bahnhof Oberbilker Markt in Oberbilker Markt/Warschauer Straße umbenannt. Im Boden der Verteilerebene des U-Bahnhofes wurde ein Schild mit der Erläuterung der Städtepartnerschaft zwischen Warschau und Düsseldorf angebracht.
Am 15. Juni 2002 wurde die Eröffnung des Oberbilker Tunnels und damit die des U-Bahnhofes Oberbilker Markt/Warschauer Straße mit einem Stadtteilfest gefeiert und der Betrieb auf diesem Streckenabschnitt mit den Stadtbahnlinien U74, U77 und U79 aufgenommen.

## Bahnhofsanlage

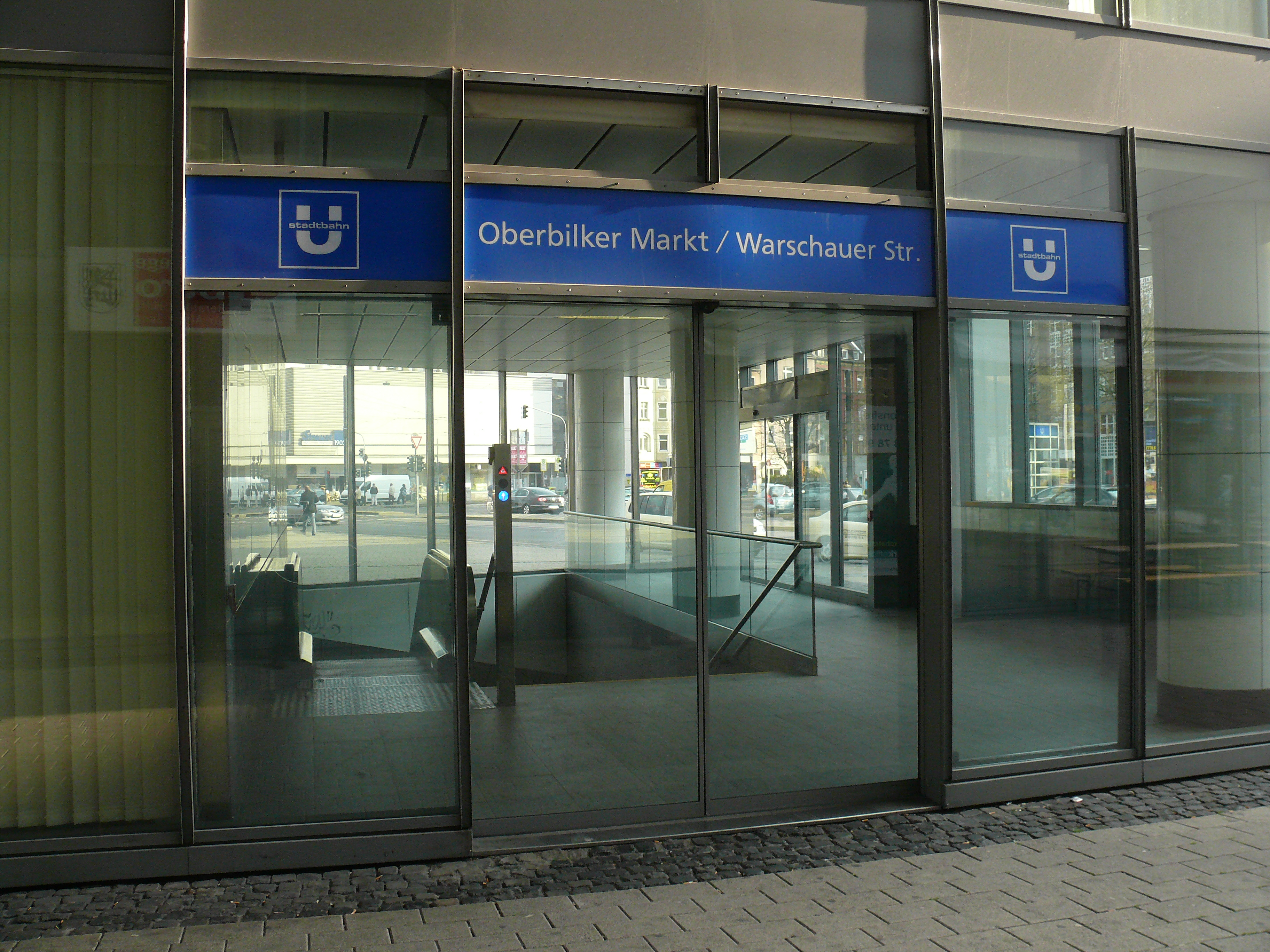
Zugang auf der Ostseite in einem Bürogebäude

Der Bahnhof verfügt über drei Zugänge. Der östliche liegt, gegen Witterungseinflüsse geschützt, im Zugangsbereich des Hauses der Wirtschaft und Industrie. Hier sind eine Rolltreppe mit Richtungsänderung bei Bedarf sowie eine Treppenanlage vorhanden. Gleiches befindet sich auf der anderen Seite der Kölner Straße. Hier ist der Zugangsbereich jedoch offen gehalten und auf die südlich gelegene Straßenbahnhaltestelle ausgerichtet. Zum oberirdisch sichtbaren Zugangsbereich gehört dort zusätzlich eine Aufzugsanlage, die einen barrierefreien Zugang zum U-Bahnhof ermöglicht. Auf beiden Straßenseiten werden die aktuellen Wartezeiten der unterirdisch verkehrenden Bahnen auf Anzeigegeräten, der so genannten dynamischen Fahrgastinformation angezeigt.
Beide Zugänge und der Aufzug führen auf eine gemeinsame Verteilerebene, die im 90-Grad-Winkel zu den darunter liegenden Bahnsteigen angeordnet ist. Sie öffnet sich zu diesen und bildet eine Galerie. So kann von der Verteilerebene aus ungefähr die Hälfte des Bahnsteigbereiches überblickt werden. Es ergibt sich eine Halle von ungefähr 10 Metern Höhe, die durch drei Säulenpaare je Bahnsteigseite gestützt wird. Eine solche Großzügigkeit in der Gestaltung war bis zur Eröffnung der Oberbilker Strecke bei den Düsseldorfer U-Bahnhöfen nicht vorzufinden. Eine ähnliche Konstruktion findet sich nur noch im U-Bahnhof Oberbilk Bf./PhilipsHalle.

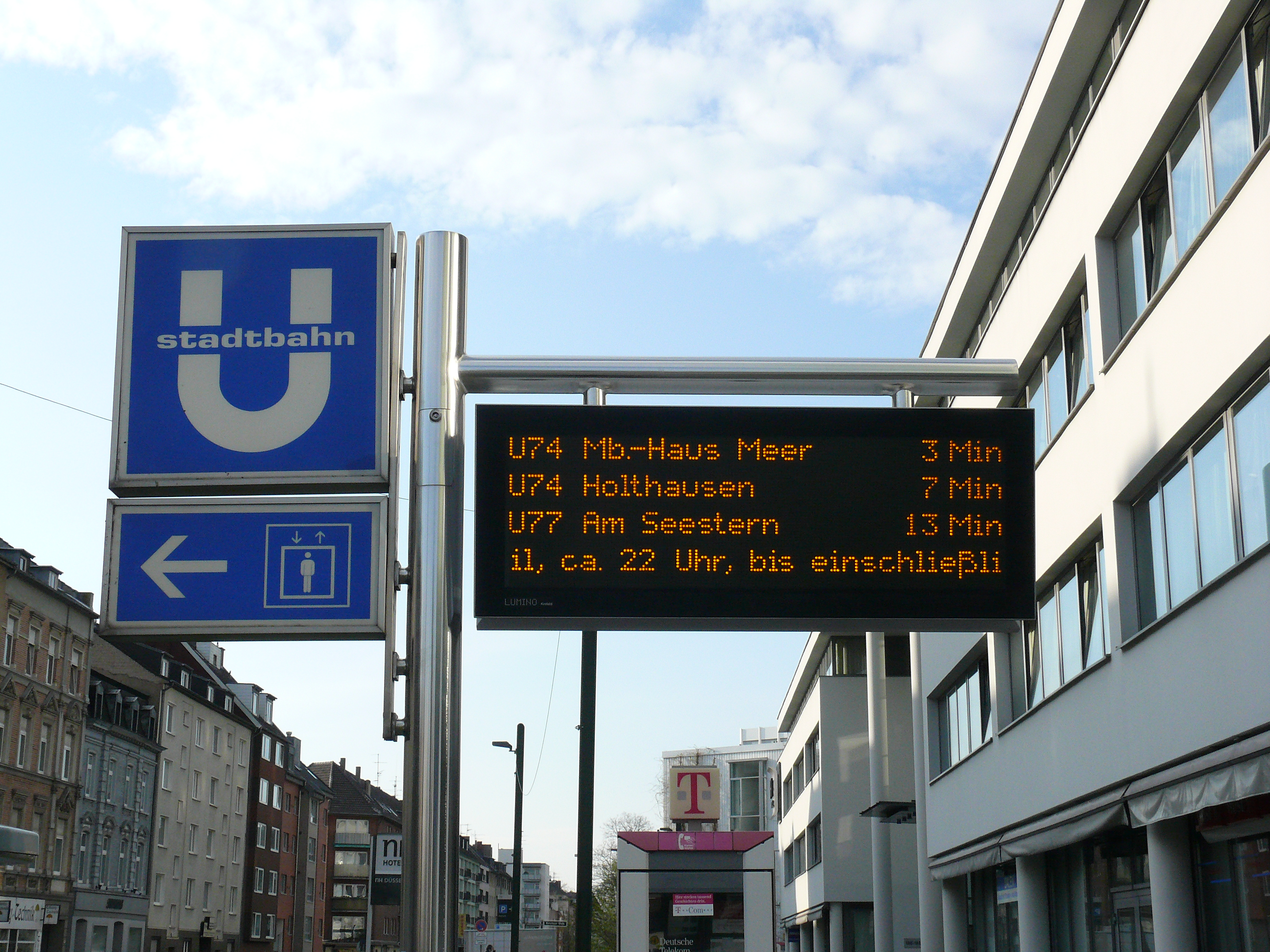
Oberirdische Anzeige der Wartezeiten

Die 90 Meter langen, seitlich angeordneten hochflurigen Bahnsteige sind sowohl über Rolltreppen als auch festen Treppen und Aufzügen zugänglich. Darunter sind die Betriebsräume des U-Bahnhofs untergebracht. Die Seitenbahnsteige auf allen drei U-Bahnhöfen und auf den sich südlich anschließenden oberirdischen Haltepunkten ist bislang einmalig im Düsseldorfer Stadtbahnnetz.
Neben der baulichen Form mit Seitenbahnsteigen unterscheidet sich die vierte Generation von U-Bahnhöfen in Düsseldorf auch gestalterisch von ihren Vorgängern. Die oftmals als dunkel und beengend empfundenen bisherigen U-Bahnhöfe waren Grund für einen neuen Gestaltungsansatz in den drei Bauwerken in Oberbilk. Das Konzept des Architekten Wolfgang Döring zeichnet sich durch eine hohe Übersichtlichkeit im Bauwerk und die Verwendung heller Materialien aus.
Die Böden der Bahnsteigsbereiche und der Verteilerebene wurden mit grauem, rutschfestem Granit ausgelegt. Die Verwendung dieses Materials variiert an zwei Stellen. So wurde vor den Bahnsteigkanten eine Reihe Fliesen mit feinen Rillen verlegt, um sie für Behinderte kenntlich zu machen. Außerdem wurden die An- und Austritte der Treppenanlagen mit einem dunkleren Naturstein markiert. In den drei U-Bahnhöfen in Oberbilk fanden 3300 Quadratmeter dieser Materialien Anwendung.
Die Wandfläche vom Boden bis zu einer Höhe von 1,75 Metern wurde ebenfalls mit Granit gestaltet. Helle und dunkle Streifen der hochpolierten Flächen wechseln sich dabei ab. Die darüber liegende Fläche wurde mit Neopariés, einem Glasmaterial, ausgestaltet. Dieser aus Japan stammende Baustoff fand in zahlreichen U-Bahnhöfen in Tokio Verwendung. Er zeichnet sich neben seiner materiellen Beschaffenheit durch seine helle Farbe aus. Neben den Wänden wurden auch die Säulen damit verkleidet. Den Abschluss bildet die mit weißen Aluminiumkassetten ausgestattete Decke. Eine Ausnahme bilden die Deckenflächen über dem Gleisbereich. Der dunkle Schotter des Gleisbereichs findet sein Pendant in der freiliegenden, dunkel gefärbten Betondecke darüber.
Bei der Möblierung kamen, ähnlich wie bei den bisherigen U-Bahnhöfen, Metallfarben zur Anwendung. Die Ausstattung umfasst mehrere Sitzbänke, die paarweise angeordnet sind. Hinzu kommen Schaukästen mit Umgebungs- und Fahrplänen und wechselnden Hinweisen.
Der Bahnhofsname steht in schwarzer Schrift auf weißem Grund auf Tafeln, die in die Wandverkleidung eingelassen sind. Diese Form unterscheidet sich von den bisherigen schmalen Schildern mit weinroten Randstreifen in den älteren U-Bahnhöfen in Düsseldorf, die dort ein zusammenhängendes Band bildeten. Diese Tradition wurde damit in Oberbilk nicht fortgesetzt.
An den Decken der Bahnsteige sind digitale Anzeigegeräte zur dynamischen Fahrgastinformation angebracht, die über Liniennummern der einfahrenden Züge und Wartezeiten Auskunft geben. Daneben wird zusätzlich die Anzahl der Wagen angezeigt, so dass Kurzzüge und in Doppeltraktion verkehrende Züge vom Fahrgast noch vor der Einfahrt voneinander unterschieden werden können. Die Halteposition der Kurzzüge ist zwischen den beiden Gleisen in Form eines schwarz-weißen Schildes gekennzeichnet. Diese kamen nach der Strecke Richtung Eller erst zum zweiten Mal in Düsseldorfer U-Bahnhöfen zum Einsatz.
Die beiden Gleise, die in den U-Bahnhof, vom Düsseldorfer Hauptbahnhof kommend, hineinführen, haben in Fahrtrichtung U-Bahnhof Ellerstraße wenige Meter hinter dem Bahnsteigende eine Weichenanlage. Diese stumpf zu befahrende Weiche ermöglicht es, Züge im U-Bahnhof Oberbilker Markt/Warschauer Straße enden zu lassen und, nach dem Gleiswechsel, ab dort wieder im Linienbetrieb einsetzen zu können oder Betriebsfahrten durchzuführen.

## Verkehr

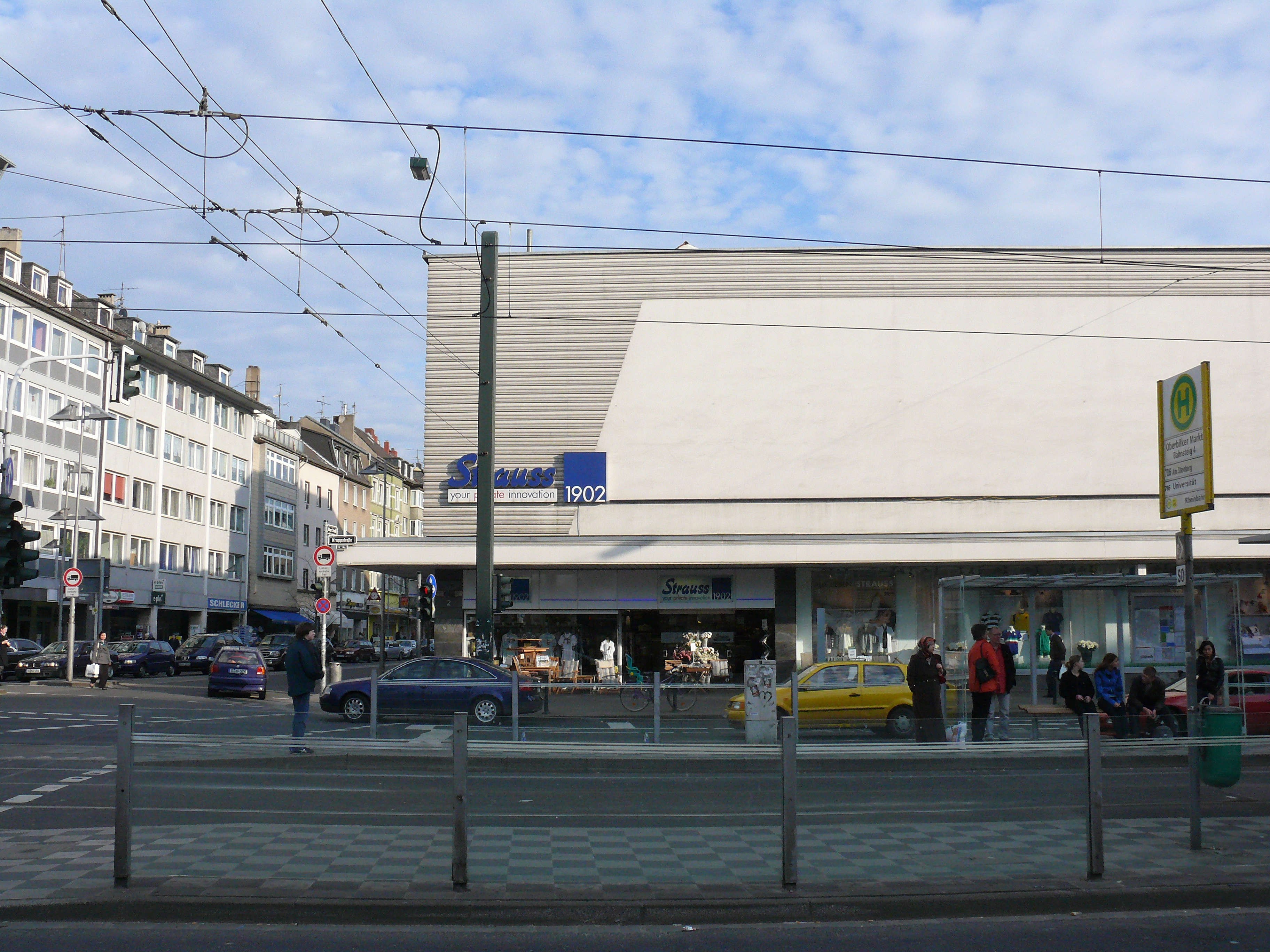
Umstiegsmöglichkeit zur Straßenbahn

Der U-Bahnhof Oberbilker Markt/Warschauer Straße befindet sich an der ersten Stammstrecke des Düsseldorfer Stadtbahnnetzes. Alle Linien auf dieser Strecke bedienen den Bahnhof. Neben den Umsteigemöglichkeiten zwischen den Stadtbahnlinien bestehen weitere zu einer Straßenbahn- und zwei Buslinien, die an oberirdischen Haltestellen entlang der Kruppstraße/Werdener Straße halten und die Einbindung in das Netz des Düsseldorfer Nahverkehrs herstellen.
Über die Linie aus Duisburg werden die Nachbarstadt und die nördlichen Stadtteile Wittlaer, Kaiserswerth und Lohausen erreicht. Die in das Linksrheinische abzweigende Linie bindet die dortigen Stadtteile Oberkassel und Lörick, die Nachbarstadt Meerbusch sowie die Stadt Krefeld an. In Richtung Altstadt besteht die Verbindung zum zentralen Umsteigepunkt Heinrich-Heine-Allee. Dort sind seit 2016 Umsteigemöglichkeiten zu mehreren Stadtbahn- und Buslinien vorhanden. Davor liegt der Umsteigebahnhof Düsseldorf Hbf, der die Stadtbahn mit der S-Bahn Rhein-Ruhr und weiteren Verbindungen im Regional- und Fernverkehr verknüpft. Im weiteren Verlauf der ersten Stammstrecke sind die südlich gelegenen Stadtteile Wersten und Holthausen, sowie die Heinrich-Heine-Universität und der Botanische Garten angebunden.
Bis auf eine Ausnahme werden alle Stadtbahnlinien von der Düsseldorfer Rheinbahn bedient. Diese bildet die Linie U79, die gemeinsam mit der Duisburger Verkehrsgesellschaft betrieben wird. Auf der Linie U79 verkehren hochflurige Stadtbahnfahrzeuge Typ B80C der Duisburger Verkehrsgesellschaft. Zusätzlich werden, wie auf allen anderen Linien, Wagen des Typs B80D, ebenfalls hochflurig, eingesetzt.
Folgende Stadtbahnlinien bedienen den U-Bahnhof:
| Linie | Verlauf | Takt                             |
| ----- | --- | -------------------------------- |
|       | Krefeld, Rheinstraße1 – Krefeld Hbf – Dießem – Königshof – Fischeln – KR-Fischeln, Grundend – Osterath, Görgesheide2 – Hoterheide – Kamperweg – Bovert – Haus Meer – Forsthaus – Büderich, Landsknecht – Düsseldorf-Lörick3 – Löricker Straße – Lohweg – Prinzenallee – Heerdter Sandberg – Comenius-Gymnasium – Belsenplatz – Barbarossaplatz – Luegplatz – Tonhalle/Ehrenhof – U Heinrich-Heine-Allee – U Steinstraße/Königsallee – U Oststraße – U Düsseldorf Hbf – U Oberbilker Markt/Warschauer Straße – U Ellerstraße – U D-Oberbilk – Kaiserslautener Straße – Provinzialplatz – Werstener Dorfstraße – Opladener Straße – Ickerswarder Straße – Elbruchstraße – D-Holthausen4 Hochflurbetrieb der Rheinbahn; ehemalige K-Bahn; Abschnitt 3–4 dieser Linie gehört zum Düsseldorfer Nachtnetz; in den Schulferien gilt ein besonderer Fahrplan. Abweichender Takt: Abschnitt 3–4: Mo–Sa 21–0 Uhr und So alle 15 Minuten; Abschnitt 1–3: Mo–Sa 21–0 Uhr und So alle 30 Minuten | 20 min (1-3) 10 min (3-4)        |
|       | D-Universität Ost/Botanischer Garten – Südpark – Werstener Dorfstraße – Provinzialplatz – Kaiserslauterner Straße – U D-Oberbilk – U Ellerstraße – U Oberbilker Markt/Warschauer Straße – U Düsseldorf Hbf – U Oststraße – U Steinstraße/Königsallee – U Heinrich-Heine-Allee – U Nordstraße – U Victoriaplatz/Klever Straße – Kennedydamm – Golzheimer Platz – Theodor-Heuss-Brücke – Reeser Platz – Nordpark/Aquazoo – Messe Ost/Stockumer Kirchstraße – Freiligrathplatz – Lohausen – Alte Landstraße – Kittelbachstraße – Klemensplatz – Kalkumer Schlossallee – Am Mühlenacker – Wittlaer1 – D-Froschenteich – DU-Kesselsberg – Angerbogen (nie in Betrieb genommen) – St. Anna Krankenhaus – Sittardsberg – Mühlenkamp – Münchener Straße – Waldfriedhof – Im Schlenk – Kulturstraße – Grunewald Betriebshof – Grunewald – Karl-Jarres-Straße – Kremerstraße – Musfeldstraße – Platanenhof – U Steinsche Gasse – U König-Heinrich-Platz – U Duisburg Hbf – U Duissern2 – U Auf dem Damm – U DU-Meiderich Bf 3 Hochflurbetrieb der Rheinbahn und DVG; ehemalige D-Bahn; in den Schulferien gilt ein besonderer Fahrplan. 15-Minuten-Takt Mo–Fr 19–20 Uhr, 20-Minuten-Takt Fr 17–19 Uhr und 30-Minuten-Takt Mo–Fr 19–22 Uhr (bis 3) und Sa 7–20 Uhr (bis 2) | 10 min (bis 1) 10/20 min (bis 3) |

Zu folgender Straßenbahn- und Buslinie besteht eine Umstiegsmöglichkeit:
| Linie | Linienverlauf |
| ----- | --- |
| 706   | D-Hamm 1 – Hammer Dorfstraße – Hemmersbachweg – Franziusstraße – Unterbilk, Bilker Kirche – Unterbilk, Stadttor – Landtag/Kniebrücke – Graf-Adolf-Platz 2 – Stadtmitte, Berliner Allee – Steinstraße – Stadtmitte, Schadowstraße – Pempelfort, Sternstraße – Marienhospital – Pempelfort, Stockkampstraße3 – D-Zoo – Düsseltal, Brehmplatz – Lindemannstraße – Flingern-Nord, Lindenstraße – D-Flingern – Flingern-Süd, Kettwiger Straße – Oberbilker Markt/Warschauer Straße – Flügelstraße – Kruppstraße – D-Volksgarten – Bilk, Kopernikusstraße4 → Am Steinberg ← Moorenstraße ← Merowingerplatz ← Bilk, Merowingerstraße Betrieb im Standardtakt der Düsseldorfer Straßenbahnen; weitere Haltestellen nur in den Abschnitten 1–2 und 3–4, aber alle Umsteigehaltestellen sind aufgeführt. |
| 732   | Hafen, Lausward1 – Bremer Straße2 – D-Hamm – Medienhafen, Kesselstraße – Franziusstraße3 – Unterbilk, Stadttor – Polizeipräsidium – Kirchplatz 4 – Friedrichstadt, Corneliusstraße – Helmholtzstraße – Düsseldorf Hbf 5 – Worringer Platz – Handelszentrum/Moskauer Straße – Oberbilker Markt/Warschauer Straße – Ellerstraße 6 – Eller, Herborner Weg – Eller Süd – Alt Eller 7 – Eller, Vennhauser Allee 8 Im Abschnitt 4–8 Verkehr im Standardtakt der Düsseldorfer Straßenbahnen; im Abschnitt 1–4 meistens weniger Fahrten, die an verschiedenen Endhaltestellen (1, 2 oder 3) beginnen bzw. enden; weitere Haltestellen nur in den Abschnitten 2–5 und 6–8. |
| 736   | Kirchplatz – Bilker Allee/Friedrichstraße (D-Bilk , 200–300 m) – Morsestraße – Friedrichstadt – Oberbilker Markt – Lierenfeld, Langenberger Straße – Ronsdorfer Straße – Lierenfeld, Posener Straße – Vennhausen, Gubener Straße – In den Kötten 2 – Linienast 1: Vennhausen, Hürthstraße – Knuppertsbrück – Gerresheim – Gerresheim, Morper Straße / Linienast 2: Vennhausen, Siedlung Freiheit – Am Ellerforst – Eller Hauptlinienweg: Mo–Fr 6–19 Uhr alle 20 min, Sa 7–19 Uhr, So 9–19 Uhr alle 60 min; Linienast 1: Mo–Fr 6–19 Uhr alle 20/40 min; Linienast 2: alle 60 min, Zeiten wie Hauptlinienweg; weitere Haltestellen nur im Abschnitt 1–2 |

## Weiterführende Informationen

Logo der Stadtbahn Rhein-Ruhr